# Dario Bonetti
Dario Bonetti (ur. 5 sierpnia 1961 w San Zeno Naviglio) – piłkarz włoski grający na pozycji środkowego obrońcy.

## Kariera klubowa
Bonetti rozpoczął piłkarską karierę w Brescii Calcio. W 1978 roku zadebiutował w jej barwach w Serie B i grał tam przez dwa sezony. W 1980 szwedzki trener Romy Nils Liedholm ściągnął go do swojego zespołu. W Serie A Dario zadebiutował 30 listopada w wygranym 3:1 meczu z Udinese Calcio. W pierwszym sezonie Bonetti częściej był rezerwowym, niż grał w pierwszej jedenastce, ale został zarówno wicemistrzem Włoch, jak i zdobywcą Pucharu Włoch. W 1982 roku natomiast zajął z Romą 3. miejsce w Serie A. Na sezon 1982/1983 Bonetti trafił do Sampdorii, ale już po roku powrócił do Rzymu. W 1984 roku po raz drugi wywalczył wicemistrzostwo Włoch i krajowy puchar. Dotarł też do finału Pucharu Mistrzów. W nim „giallorossi” trafili na Liverpool F.C. Po 120 minutach był wynik 1:1, jednak rzuty karne lepiej wykonywali piłkarze angielskiego klubu i to oni zdobyli puchar. W Romie Bonetti występował także w sezonach 1984/1985 i 1985/1986. W tym drugim powtórzył sukces z 1984 roku (wicemistrzostwo + Coppa Italia).
Latem 1986 Bonetti przeszedł do Milanu. Grał tam przez rok, głównie w pierwszym składzie, ale nie odniósł sukcesów. W 1987 roku został piłkarzem Hellas Werona. Dwukrotnie zajął z nim miejsca w środku tabeli i w 1989 roku ponownie zmienił barwy klubowe. Jego nowym zespołem został Juventus F.C. W 1990 roku zdobył swój kolejny Puchar Włoch, a także pierwszy i jedyny europejski puchar – Puchar UEFA (wystąpił w jednym z finałowych meczów z Fiorentiną). W sezonie 1991/1992 po raz drugi w karierze był zawodnikiem Sampdorii, z którą wywalczył Superpuchar Włoch. Karierę kończył w 1993 roku w SPAL Ferrara, z którym spadł do Serie C.
| Sezon   | Klub           | Kraj   | Rozgrywki         | Mecze | Bramki |
| ------- | -------------- | ------ | ----------------- | ----- | ------ |
| 1978/79 | Brescia Calcio | Włochy | Serie B           | 21    | 2      |
| 1979/80 | Brescia Calcio | Włochy | Serie B           | 8     | 0      |
| 1980/81 | AS Roma        | Włochy | Serie A           | 20    | 0      |
| 1981/82 | AS Roma        | Włochy | Serie A           | 26    | 0      |
| 1982/83 | UC Sampdoria   | Włochy | Serie A           | 27    | 0      |
| 1983/84 | AS Roma        | Włochy | Serie A           | 13    | 1      |
| 1984/85 | AS Roma        | Włochy | Serie A           | 23    | 0      |
| 1985/86 | AS Roma        | Włochy | Serie A           | 22    | 2      |
| 1986/87 | A.C. Milan     | Włochy | Serie A           | 23    | 0      |
| 1987/88 | Hellas Werona  | Włochy | Serie A           | 19    | 1      |
| 1988/89 | Hellas Werona  | Włochy | Serie A           | 21    | 0      |
| 1989/90 | Juventus F.C.  | Włochy | Serie A           | 28    | 3      |
| 1990/91 | Juventus F.C.  | Włochy | Serie A           | 11    | 0      |
| 1991/92 | UC Sampdoria   | Włochy | Serie A           | 14    | 0      |
| 1992/93 | SPAL Ferrara   | Włochy | Serie B           | 9     | 0      |
|         |                |        | Łącznie w Serie A | 247   | 7      |

## Kariera reprezentacyjna
W reprezentacji Włoch Bonetti zadebiutował 8 października 1986 roku w wygranym 2:0 towarzyskim meczu z Grecją. Oprócz niego zaliczył także spotkanie ze Szwajcarią, wygrane 3:2.